# Bukichi Inoue
Bukichi Inoue (井上武吉), Inoue Bukichi, né le 8 décembre 1930 à Nara et mort en 1997, est un architecte et sculpteur japonais.

## Biographie
Bukichi Inoue travaille à l'interface entre l'architecture et la sculpture. Il crée des bâtiments du musée en plein air de Hakone dans la préfecture de Kanagawa et du musée Ikeda d'art du XXe siècle à Shizuoka. Il produit également des sculptures et des installations pour les espaces publics et les parcs de sculptures. Il est peintre paysagiste par ailleurs.
Inoue est connu pour sa série d'œuvres intitulée My Sky Hole, dont des exemples sont installés au Japon, aux États-Unis et en Europe.

## Principales réalisations
- 1979 : My Sky Hole, musée en plein air de Hakone
- 1984 : My Sky Hole, 1984[1], musée en plein air de Hakone
- 1985 : My Sky Hole.85, Hiroshima
- 1987 : My Sky Hole 87, musée préfectoral d'art de Mie à Tsu, préfecture de Mie
- 1988 : Hiroshima my sky hole 88-5, musée municipal d'art contemporain dans la zone d'exposition en plein air de Hiroshima
- ---- : My Sky Hole[2], musée d'art moderne de Tokyo, parc d'Ueno à Tokyo
- 1985/89 : Il mio buco del cielo (My Sky Hole), parc de sculptures de la villa Celle à Pistoia (Italie)
- 1991 : My Sky Hole 91-4, Parc Aramaki Rose à Itami, préfecture de Hyogo
- 1992 : My Sky Hole/Madrid[3], sculptures dans le parc Juan Carlos I

## Galerie de photos

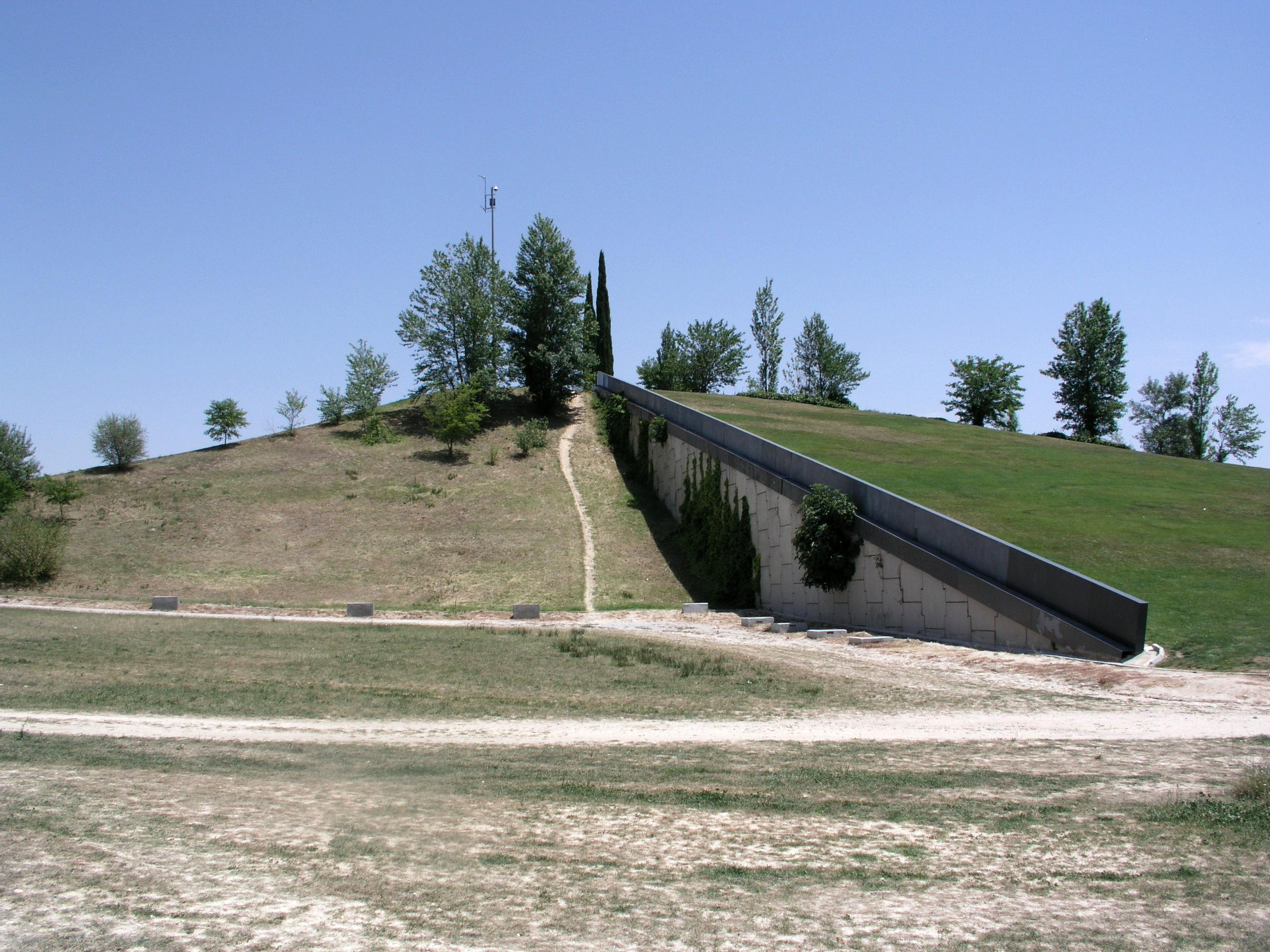
My Sky Hole/Madrid
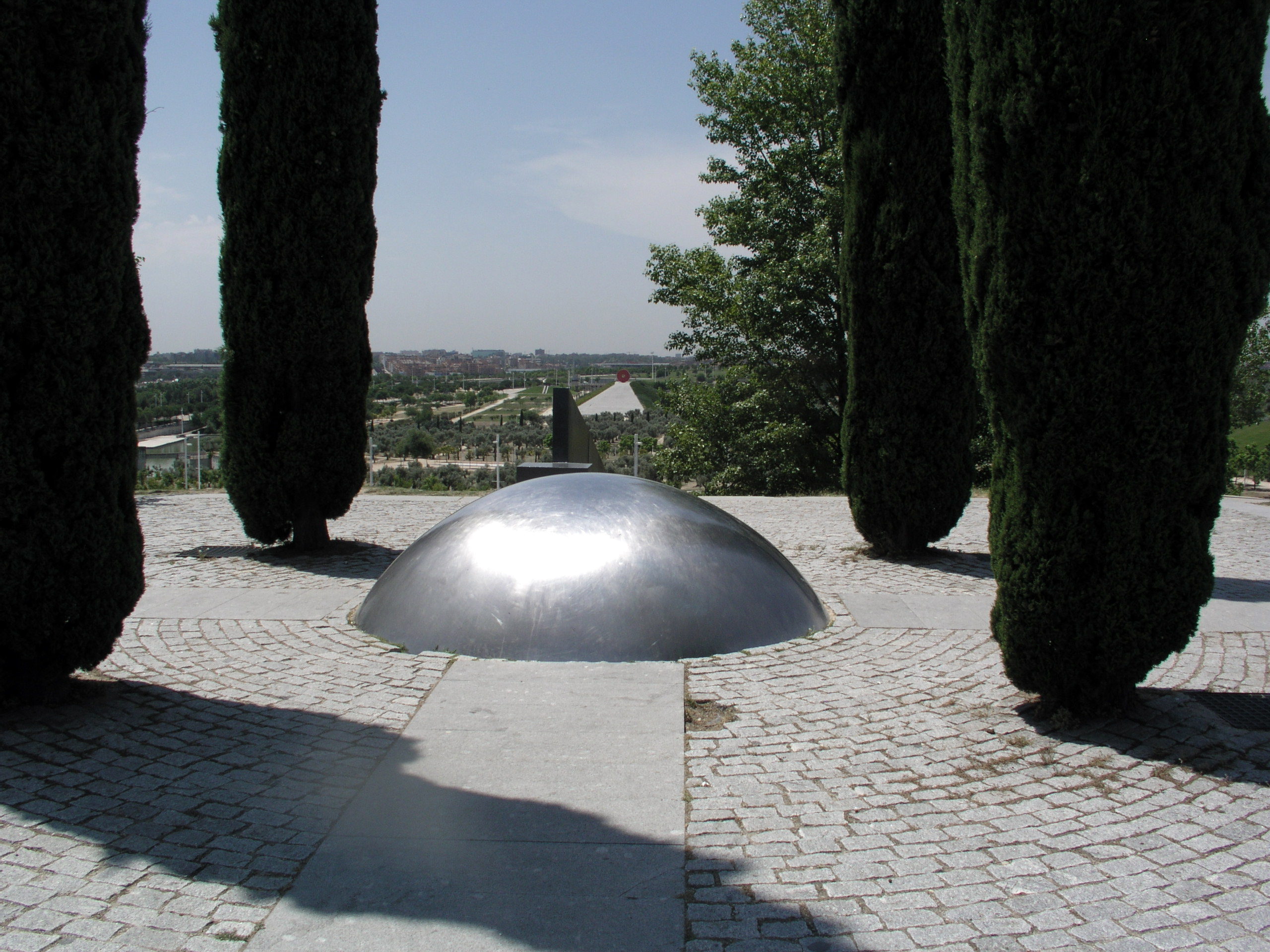
My Sky Hole/Madrid
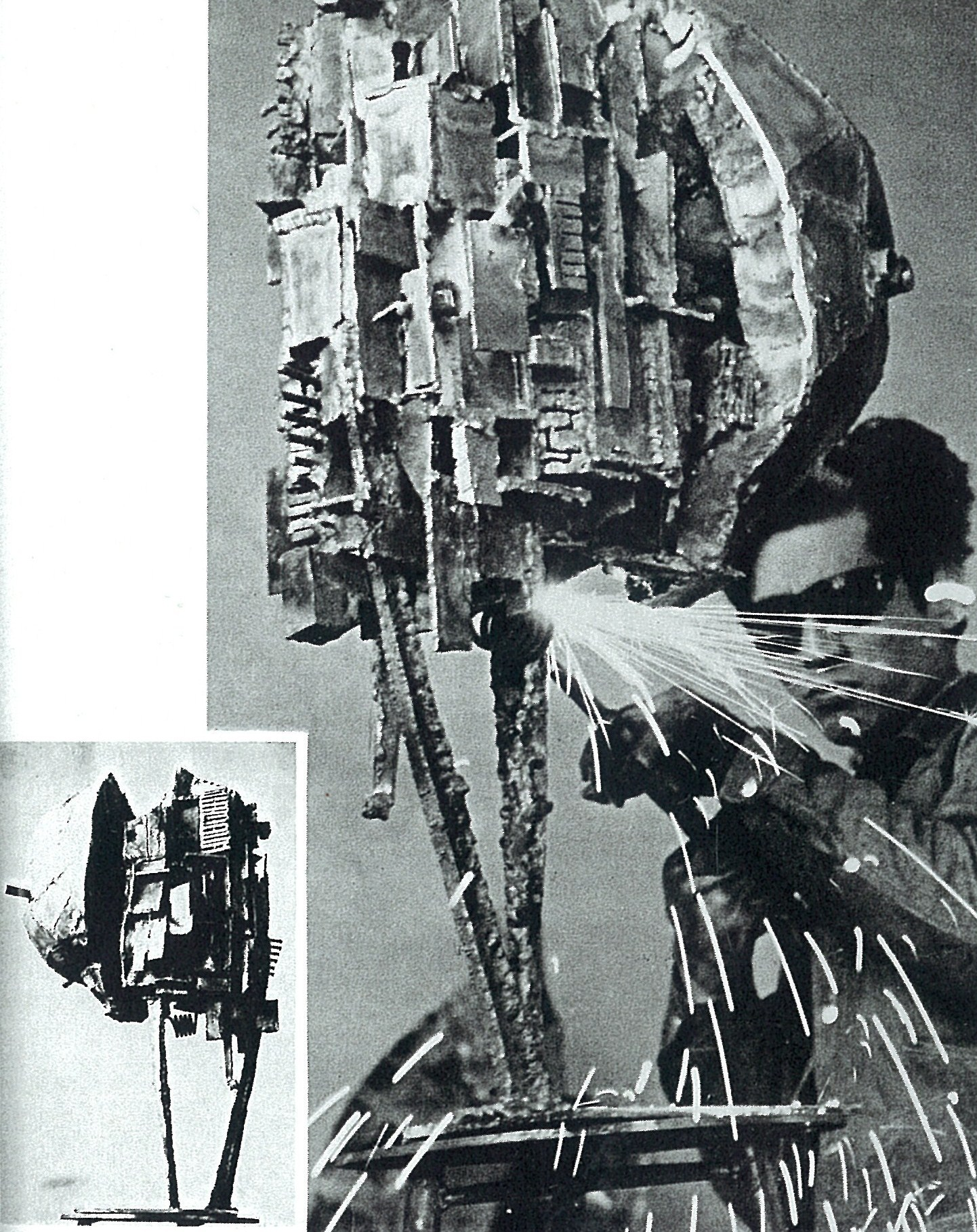
Bukichi Inoue (1963)